# Казахстан (Алакольський район)
Казахста́н (каз. Қазақстан) — село у складі Алакольського району Жетисуської області Казахстану. Адміністративний центр Жагатальського сільського округу.
Населення — 1956 осіб (2021; 1904 у 2009, 2365 у 1999, 2197 у 1989).